# Toei Company
Toei Company, Ltd. (東映株式会社, Tōei Kabushiki gaisha, un acrònim per a Tōkyō Eiga Haikyū (東京映画配給)) és una companyia d'entreteniment japonesa. Amb seu a Ginza, Chūō, Tòquio, participa en la producció, distribució, desenvolupament de videojocs, publicació i propietat de 34 sales de cinema i televisió. Toei també posseeix i opera estudis a Tòquio i Kioto i té accions en diverses companyies de televisió. La companyia és coneguda per la seva producció d'anime i drames d'imatge real coneguts com a tokusatsu, que incorporen efectes visuals especials. També és conegut per produir drames d'època. A nivell internacional, Toei és l'accionista majoritari de Toei Animation i és reconeguda per les seves franquícies com Kamen Rider i Super Sentai.
Toei és un dels quatre membres de la Motion Picture Producers Association of Japan (MPPAJ) i, per tant, és un dels quatre grans estudis de cinema del Japó.

## Història
El predecessor de Toei, la Toyoko Eiga Company, Ltd. (東横映画, Tō-Yoko Eiga, "Toyoko Films"), es va constituir el 1938. Va ser fundada per Keita Goto, CEO de Tokyo-Yokohama Electric Railway, el predecessor directe de Tokyu Corporation. Havia erigit les seves instal·lacions immediatament a l'est de la línia ferroviària Tōkyū Tōyoko; van gestionar el studio system Tōkyū Shibuya Yokohama d'abans de la guerra. Des de 1945, mitjançant la fusió de Toei, Tokyo-Yokohama Films va llogar a la Daiei Motion Picture Company un segon estudi a Kyoto.
L'1 d'octubre de 1950, Tokyo Film Distribution Company es va incorporar com a filial de Toyoko Eiga; el 1951 la companyia va comprar Ōizumi Films. La iteració actual de Toei es va establir l'1 d'abril de 1951. A través de la fusió, van obtenir els talents i l'experiència combinada dels actors Chiezō Kataoka, Utaemon Ichikawa, Ryunosuke Tsukigata, Ryūtarō Ōtomo, Kinnosuke Nakamura, Chiyonosuke Azuma, Shirunosuke Toshin, Hashizo Okawa i Satomi Oka.
El 1955, van comprar l'estudi de Kyoto a Daiei. El 1956, Toei va establir una divisió d'animació, Toei Animation Company, Limited a l'antic estudi d'animació Tokyo-Ōizumi, comprant els actius de Japan Animated Films (日本動画映画, Nihon Dōga Eiga, sovint escurçat a 日動映画 (Nichidō Eiga)) fundada l'any 1948. Toei va ser pionera en l'ús de "Henshin"/"transformació de personatges" en drames d'arts marcials d'imatge real, una tècnica desenvolupada per a les sèries Kamen Rider, Metal Hero i Super Sentai; el gènere continua actualment amb Kamen Rider i Super Sentai.
El setembre de 1964, Toei deixa la Tokyu Corporation.
El 1972, Toei va començar a distribuir pel·lícules estrangeres al Japó.
El 1975, van obrir un parc temàtic a Kyoto Studio, el Toei Kyoto Studio Park.

### Pel·lícules de Toei
Toei va començar a produir pel·lícules el 1953. Aquesta llista recopila les pel·lícules segons la seva data d'estrena original i els títols.
Pel que fa als llargmetratges, Toei es va establir com a productora de pel·lícules de sèrie B, que es va fer per encaixar en programes dobles i billets triples. És conegut principalment a l'oest per les seves sèries de pel·lícules d'acció i sèries de televisió.
| Any d'estrena    | Títol original                                    | Notes | Ref(s)        |
| ---------------- | ------------------------------------------------- | --- | ------------- |
| 1954             | Kaibyo koshinuke daisodo                          | | [ 4 ]         |
| 1956             | Kaibyo Ranbu                                      | | [ 6 ]         |
| 1956             | Kaidan Chidoriga-fuchi                            | | [ 7 ]         |
| 1957             | Kaidan Bancho sara yashiki                        | | [ 8 ]         |
| 1958             | Kaibyo Karakuri Tenjo                             | | [ 4 ]         |
| 19 març 1959     | Yusei oji                                         | Capítol 1 | [ 9 ]         |
| 26 maig 1959     | Yūsei Ōji - Kyōfu no Uchūsen                      | Capítol 2 (ambdós capítols editats conjuntament el 1962)                                                                | [ 9 ]         |
| 1959             | Kaidan hitotsu-me Jizo                            | | [ 10 ]        |
| 19 octubre 1959  | Daisanji sekai taisen - yonju-ichi jikan no kyofu | A New Toei Co, Ltd. Production                                                                                          | [ 11 ]        |
| 1960             | Saiyu-ki                                          | A Toei Animation Co, Ltd. Production                                                                                    | [ 12 ]        |
| 19 juliol 1961   | Uchu kaizoku-sen                                  | Protagonitzat per Sonny Chiba                                                                                           | [ 13 ]        |
| 1961             | Kaidan Oiwa no Borei                              | | [ 14 ]        |
| 1962             | Kaidan shamisen-bori                              | | [ 14 ] [ 15 ] |
| 1964             | Jakoman to Tetsu                                  | | [ 16 ]        |
| 1965             | Kaidan semushi otoko (Ghost of the Hunchback)     | | [ 17 ]        |
| 1965             | Kaidan katame no otoko                            | | [ 18 ]        |
| 1966             | Kai tatsu daikessen                               | | [ 19 ]        |
| 1967             | Dai koesu Yongkari                                | Coproducció sud-coreana/japonesa                                                                                        | [ 20 ] [ 21 ] |
| 1 desembre 1968  | Gamma sango uchu dai sakusen                      | Coproducció EUA/japonesa                                                                                                | [ 22 ] [ 23 ] |
| 1968             | Kaidan hebionna                                   | | [ 10 ]        |
| 13 agost 1969    | Shokin kasegi                                     | | [ 24 ]        |
| 1969             | Kyofu kikei ningen                                | | [ 25 ]        |
| 1970             | Giant Robo (Johnny Sokko and his Flying Robot)    | Episodis de la sèrie de televisió japonesa reeditada en una pel·lícula per a televisió per a l'estrena als Estats Units | [ 27 ]        |
| 23 maig 1970     | Yakuza deka                                       | | [ 15 ]        |
| 17 octubre 1970  | Yakuza deka, Marihuana mitsubai soshiki           | | [ 15 ]        |
| 1970             | Venus Flytrap/Revenge of Dr. X                    | Basat en un guió no produït de la dècada de 1950 d'Ed Wood (no acreditat)                                               | [ 28 ]        |
| 25 agost 1972    | Female Prisoner 701: Scorpion                     | | [ 29 ] [ 30 ] |
| 30 desembre 1972 | Female Convict Scorpion: Jailhouse 41             | | [ 31 ] [ 30 ] |
| 29 juliol 1973   | Female Convict Scorpion: Beast Stable             | | [ 32 ] [ 30 ] |
| 1974             | The Street Fighter                                | protagonitzada per Sonny Chiba; va originar 2 seqüeles, Return of the Street Fighter i Street Fighter's Last Revenge    | [ 28 ]        |
| 29 abril 1977    | Kyoryu-kaicho no densetsu                         | | [ 33 ] [ 34 ] |
| 29 abril 1978    | Uchu kara no messeji                              | Protagonitzada per Sonny Chiba i Vic Morrow                                                                             | [ 35 ] [ 36 ] |
| 1979             | Jigoku                                            | | [ 37 ]        |
| 39 gener 1981    | Sengoku jieitai                                   | protagonitzada per Sonny Chiba                                                                                          | [ 38 ]        |
| 13 octubre 1990  | Shiroi te                                         | Una producció Kansai Telecasting Corp/Toei-Tokyo                                                                        | [ 39 ] [ 40 ] |
| 2001             | Hotaru                                            | Pel·lícula pel 50è aniversari de Toei                                                                                   | [ 41 ]        |
| 2012             | Kita no Canaria tachi                             | Pel·lícula pel 60è aniversari de Toei                                                                                   | [ 41 ]        |
| 2012             | Hayabusa: Harukanaru Kikan                        | Pel·lícules pel 60è aniversari de Toei                                                                                  | [ 41 ]        |
| 3 setembre 2013  | a.k.a. Harlock: Space Pirate                      | Toei Animation Production                                                                                               | [ 42 ]        |
| 5 desembre 2015  | Kainan 1890                                       | Coproduïda per Toei, Creators' Union, Böcek Yapım                                                                       | [ 43 ]        |
| 17 maig 2019     | Hatsukoi                                          | | [ 44 ] [ 45 ] |
| 25 juny 2021     | Umibe no Kingyō                                   | | [ 46 ]        |
| 2023             | The Legend and Butterfly                          | Pel·lícula pel 70è aniversari de Toei                                                                                   | [ 41 ]        |

### Espectacles produïts/distribuïts per Toei
| Any          | Títol                                              |
| ------------ | -------------------------------------------------- |
| 1971–present | Franquícia Kamen Rider                             |
| 1975–present | Franquícia Super Sentai                            |
| 1982–present | Franquícia Metal Hero                              |
| 1993–2023    | Franquícia Power Rangers                           |
| 1984         | Nebula Mask Machineman                             |
| 1994–1996    | VR Troopers                                        |
| 1995–1996    | Masked Rider                                       |
| 1996–1998    | Big Bad Beetleborgs (després Beetleborgs Metallix) |
| 2008–2009    | Kamen Rider: Dragon Knight                         |
| 2023         | Voltes V: Legacy                                   |

### Videojocs
- Ninja Hayate (1984)
- Time Gal (1985)
- The Masked Rider: Kamen Rider ZO (1994)
- Chamaleon Twist (1997)
- Chamaleon Twist 2 (1998)

## Saburo Yatsude
Saburō Yatsude (八手 三郎, Yatsude Saburō, alternativament llegit com a Saburo Hatte) és un pseudònim col·lectiu utilitzat per productors de televisió de Toei Company, i antics productors de Toei Animation, quan contribuïen a les seves diverses sèries d'anime i tokusatsu; semblant a Hajime Yatate de Sunrise. L'ús del pseudònim va començar amb Za Kagesutā i va ser utilitzat al llarg de Super Sentai (a les sèries adaptades de Power Rangers començant per Ninja Storm, els crèdits es troben a Saburo Hatte. Abans d'això, els crèdits apareixen com "Concepte Original per Saburo Yatsude") i la sèrie Metal Hero així com Spider-Man, Choukou Senshi Changéríon, Video Warrior Laserion, Chōdenji Robo Combattler V, Chōdenji Machine Voltes V, Tōshō Daimos, Daltanius, Space Emperor God Sigma, Beast King GoLion i Kikou Kantai Dairugger XV. El nom també s'utilitza com a col·laborador de les bandes sonores de la sèrie.
Toei Animation va deixar d'utilitzar Saburo Yatsude l'any 1999 i van començar a utilitzar Izumi Todo. El primer anime que va ser creat per Izumi Todo va ser La màgica Do-Re-Mi.
A la sèrie no oficial de Super Santai Hikōnin Sentai Akibarenjā, Saburo Hatte és una persona real que és divina dins de la realitat fictícia en què té lloc l'espectacle. De fet, la seva mà apareix al final de la primera meitat de la sèrie per cobrir la lent de la càmera i finalitzar l'espectacle, després que la segona meitat es faci sota la influència de Malseena mentre està a l'hospital al món real.
En la sèrie derivada Doubutsu Sentai Zyuohger, el tercer episodi de Super Animal War, és interpretat per Jun Hikasa.
El 3 d'abril de 2016, un membre del personal de Toei desconegut que passava per Saburo Yatsude va ser entrevistat mentre duia una màscara de "Giraffe Zyuman" en referència a Zyuohger.